# Histoire de l'Essonne
L’histoire du département de l'Essonne commence le 1er janvier 1968, lorsqu’il est créé en application de la loi du 10 juillet 1964.

## Histoire

### Avant l’Essonne
Le territoire de l’actuel département de l’Essonne fut occupé de façon certaine dès le Néolithique, comme en témoignent les découvertes en divers points du département de silex taillés et l’élévation de menhirs comme dans la forêt de Sénart à Brunoy. À l’époque gauloise, le territoire était à la frontière entre les domaines des Parisii au nord, des Carnutes au sud-ouest et des Sénons au sud-est. Des premières villes commencèrent alors à se démarquer, dont Dourdan, réputée pour son activité de poterie. L’invasion romaine permit l’édification d’une multitude de villa rustica sur les plateaux dominant les riches vallées, comme en témoignent les résultats de fouilles archéologiques à Orsay. D’autres villages se transformèrent en oppidum à la croisée des routes, tel Arpajon.

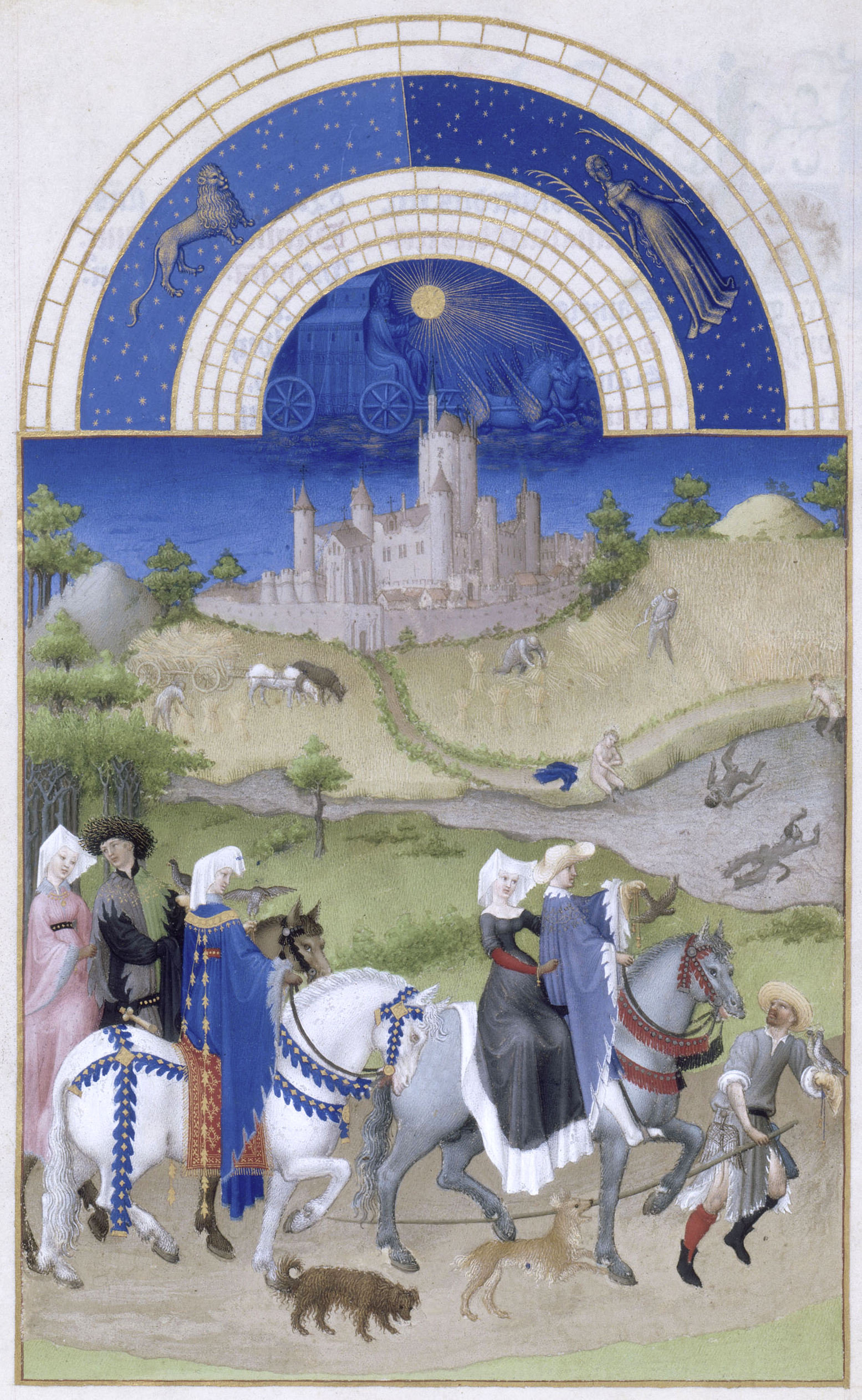
L’imposant château royal d’Étampes illustré dans le livre Les Très Riches Heures du duc de Berry, musée Condé, Chantilly, ms.65, f.8v, vers 1411-1416.

Au VIe siècle s’acheva l’évangélisation du territoire, avec l’édification dès l’an 600 d’une première église à Corbeil-Essonnes et le développement à Palaiseau d’une abbaye sous l’impulsion de sainte Bathilde et saint Wandrille. En l’an 604 se déroula la première bataille d’Étampes entre Clotaire II, roi de Neustrie et Thierry II, roi de Bourgogne allié de Thibert II, roi d’Austrasie. À partir du VIIIe siècle, la plupart du territoire était intégré au domaine royal français, les rois disposant des lieux et distribuant les terres à leurs vassaux. Commença alors au Xe siècle l’édification de châteaux forts contrôlant les routes commerciales, comme celui de Montlhéry, ou pour arrêter les raids Vikings à Corbeil-Essonnes et La Ferté-Alais. À partir du XIe siècle, la basilique Notre-Dame-de-Bonne-Garde à Longpont-sur-Orge devint la première étape du pèlerinage de Saint-Jacques-de-Compostelle depuis Paris.
Les révoltes des nobles locaux entraînèrent l’intégration complète du territoire dans le domaine royal, Robert II de France construisant le château d'Étampes, Louis VI de France démantelant le château de Montlhéry au XIIe siècle et réduisant à néant la puissante famille de Montlhéry, Philippe II de France construisant le château de Dourdan au XIIIe siècle. En 1131 se déroula le concile d’Étampes qui se prononça en faveur du futur pape Innocent II. En 1258 fut scellé le traité de Corbeil, fixant les limites territoriales entre le royaume de France et le royaume d'Aragon. Le domaine d’Étampes fut érigé en comté en 1298, créant alors la lignée des comtes puis ducs d’Étampes. De cette époque se fixèrent les deux composantes principales de l’économie locale, l’agriculture pour alimenter la capitale et l’industrie utilisant la force motrice des nombreux cours d’eau. Au XIIe siècle, les Grands moulins de Corbeil devinrent « moulins du Roi ».
À partir du XIVe siècle s’installèrent dans la région d’importantes commanderies templières à Étampes, Longjumeau, Chalou-Moulineux, Auvernaux, organisant de vastes domaines agricoles prospères. En 1305 fut signé le traité d'Athis-sur-Orge qui intégrait au royaume de France les villes de Lille, Douai et Béthune. En 1326 intervint le second traité de Corbeil, renouvelant l’Auld Alliance avec l’Écosse. En 1346, Philippe VI de France signa l’ordonnance de Brunoy, considérée comme le premier acte juridique en français ayant trait au développement durable. Survint alors la guerre de Cent Ans, causant des ravages et des massacres sur le territoire, comme l’incendie en 1360 de l’église Saint-Clément d’Arpajon par les troupes d’Édouard III d'Angleterre, brûlant vifs huit cents habitants. En 1371, ce fut au tour de Milly-la-Forêt d’être ravagée par le « prince noir » Édouard de Woodstock. Entre 1353 et 1355, Paris frappé par la peste noire utilisa les coches des bateliers de Corbeil, les corbeillards pour évacuer les cadavres, donnant ainsi naissance au mot corbillard. En 1465 eut lieu la bataille de Montlhéry entre Louis XI de France et Charles le Téméraire.
Le début de la Renaissance vit le développement commercial de la région, avec l’édification de halles à Milly-la-Forêt au XVe siècle puis Dourdan, Arpajon et Méréville au XVIe siècle. Dans le même temps, la fixation du pouvoir royal à Paris puis Versailles, deux villes proches, et l’habitude que les rois prirent d’offrir des villes et domaines à leurs favorites Anne de Pisseleu et Gabrielle d'Estrées (respectivement Dourdan et Étampes), entraînèrent l’établissement de châteaux, construits par les courtisans et les magistrats parisiens. En 1568 fut signée la paix de Longjumeau, concluant la deuxième guerre de religion. En 1590, au début du siège de Paris, ce fut encore Corbeil, prise par Alexandre Farnèse qui permit le ravitaillement de Paris, bloqué par les troupes d’Henri IV de France. En 1628, la ville d’Essonnes fut ravagée par un incendie, provoqué par une nouvelle explosion du moulin à poudre. En 1652, en pleine Fronde, la seconde bataille d’Étampes mena à la victoire de Turenne qui avait stationné ses troupes à Arpajon.

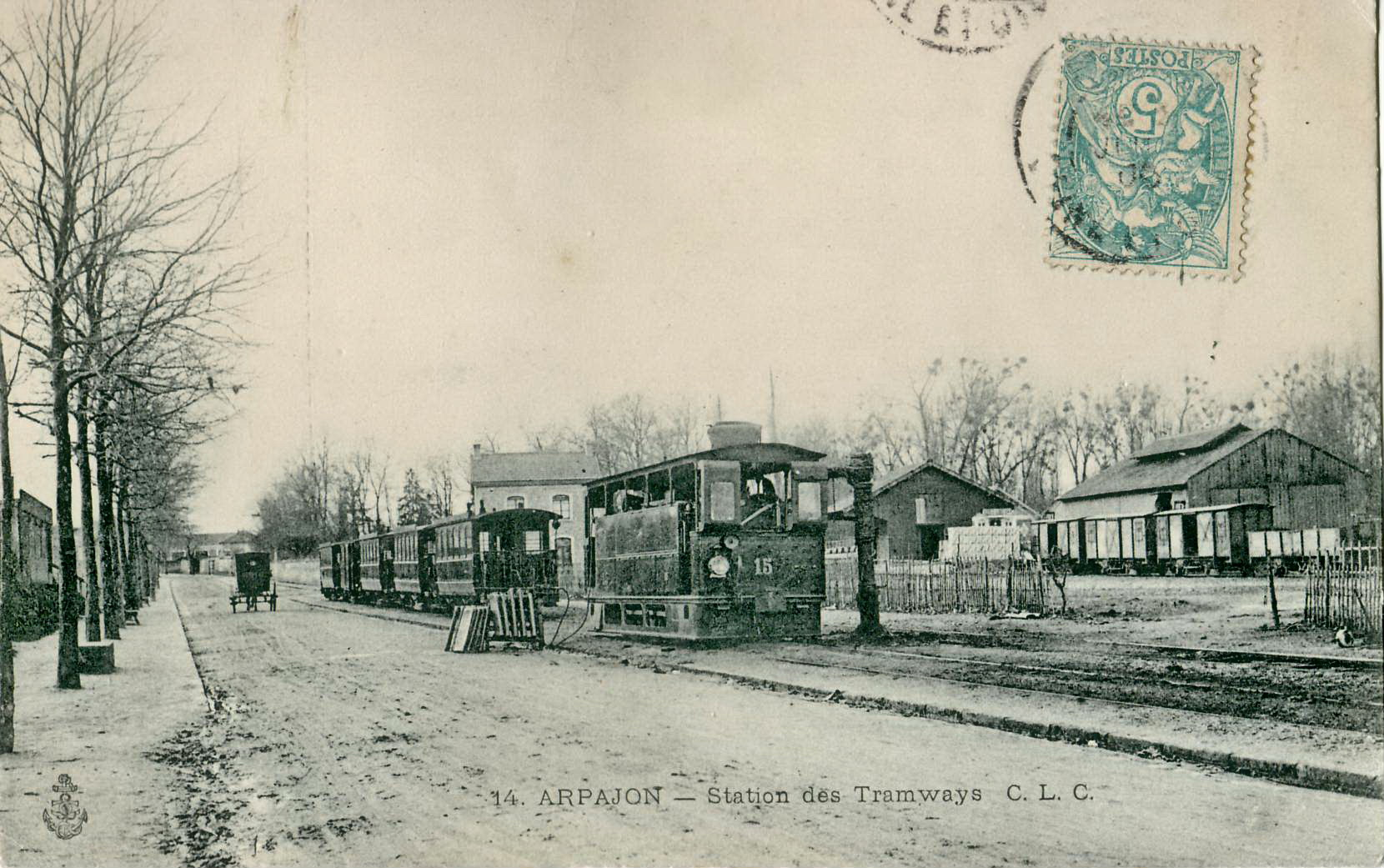
Le terminus d’Arpajon sur la ligne du tramway.

Le XVIIIe siècle vit la région s’équiper de plusieurs hôtels-Dieu à Milly-la-Forêt, Dourdan et Arpajon, de relais de poste sur les routes de Fontainebleau et Orléans. Il s’acheva par la Révolution française, modifiant relativement peu le quotidien des habitants. Un fait-divers marqua cependant cette période troublée, l’assassinat à Étampes du maire Jacques Guillaume Simoneau, entraînant la création par l’Assemblée législative d’une « Fête de la Loi » sur tout le territoire.
De 1791 à 1793, les 9 districts (Corbeil, Dourdan, Étampes, Gonesse, Mantes, Montfort, Pontoise, Saint-Germain et  Versailles) du département de Seine-et-Oise fournirent 14 bataillons de volontaires nationaux.
Relativement peu touché par les conflits en dehors des occupations prussiennes en 1815-1818 et en 1871-1873, le territoire profita du XIXe siècle pour bénéficier d’une modernisation importante, avec la création de plusieurs lignes de chemin de fer, la ligne de Sceaux en 1854, la ligne Brétigny - Tours en 1867, la ligne de Grande Ceinture en 1882, plusieurs villages devenant alors un lieu de villégiature pour les riches bourgeois parisiens et les artistes. L’ouverture de la ligne de tramway de l’Arpajonnais en 1894 permit une nouvelle montée en puissance des débouchés agricoles de la région, offrant un accès direct et rapide aux halles de Paris. L’industrie lourde fit aussi son apparition avec l’ouverture des usines Decauville à Évry-Petit-Bourg et des papeteries Darblay à Essonnes, faisant entrer cette riche famille essonnienne dans le cercle des « deux cents familles ».

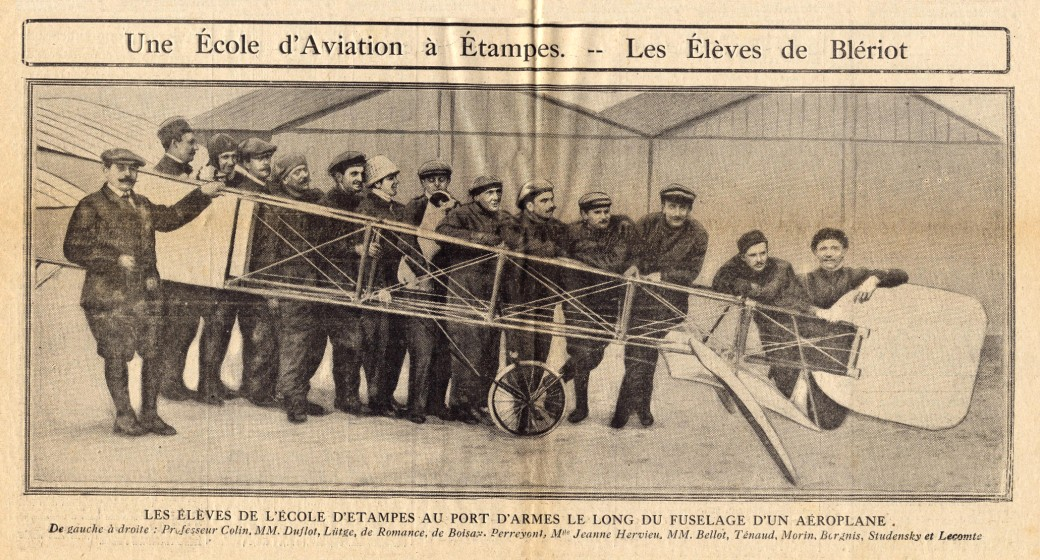
Les élèves de l’école d’aviation Blériot d’Étampes en 1910.

Le début du XXe siècle vit une nouvelle révolution pour le département, qui devint un des berceau de l’aviation, Viry-Châtillon accueillant en 1909 le premier aéroport organisé du monde à Port-Aviation, en 1910 Louis Blériot et Maurice Farman ouvraient des écoles sur l’aérodrome d'Étampes - Mondésir, Brétigny-sur-Orge disposait dès 1938 de la base aérienne 217, lieu de nombreux records. Autre site emblématique de la course à la vitesse, l’autodrome de Linas-Montlhéry créé en 1924 resta le lieu des plus célèbres courses automobiles jusque dans les années 1960. Relativement épargné par les deux conflits mondiaux, malgré la présence du camp de concentration de Linas-Montlhéry construit en 1940 par les nazis pour l’enfermement des Tsiganes, le futur département connut dès les années 1950 une forte poussée démographique, touché comme ses voisins par l’édification de bidonvilles aux portes de Paris, situation plus tard aggravée par la nécessité d’héberger les nombreux rapatriés d’Algérie venus s’installer dans la région. Ces bouleversements démographiques allaient entraîner le redécoupage administratif.

### Création et organisation d’un nouveau département

La création des départements de Paris, des Hauts-de-Seine, de la Seine-Saint-Denis, du Val-de-Marne, de l'Essonne, des Yvelines, du Val-d'Oise à partir de la Seine et de la Seine-et-Oise en 1968

Au milieu des années 1960, la région Île-de-France était le théâtre de tractations politiques importantes. Le pouvoir central de la jeune Cinquième République, représenté par le président général De Gaulle et le premier ministre Michel Debré, décida de la réorganisation de la région capitale. Ainsi, la loi no 64-707 du 10 juillet 1964 portant réorganisation de la région parisienne prévoyait de supprimer les départements de Seine-et-Oise et de la Seine pour en créer six nouveaux, dont le département de l’Essonne comprenant la presque totalité de l’arrondissement de Corbeil-Essonnes, l’arrondissement de Palaiseau et une partie de l’ancien arrondissement de Rambouillet. Le 25 février 1965, le décret no 65-142 fixait le chef-lieu du département à Évry-Petit-Bourg, précédemment officieusement installé à Corbeil-Essonnes. Le 2 juin 1966, un nouveau décret no 66-339 prévoyait le découpage administratif du département avec la création de l’arrondissement d'Évry en remplacement de celui de Corbeil-Essonnes (cette commune conservant cependant son statut de sous-préfecture) et modifiait les limites de l’arrondissement de Palaiseau. Le même jour, le décret no 66-340 créait l’arrondissement d'Étampes. Le 20 juillet 1967, le décret no 67-589 portait création officielle des vingt-sept cantons du département : Arpajon, Athis-Mons, Bièvres, Brétigny-sur-Orge, Brunoy, Corbeil-Essonnes, Dourdan, Étampes, Étréchy, Évry, Juvisy-sur-Orge, La Ferté-Alais, Limours, Longjumeau, Massy, Mennecy, Méréville, Milly-la-Forêt, Montgeron, Montlhéry, Orsay, Palaiseau, Ris-Orangis, Saint-Chéron, Sainte-Geneviève-des-Bois, Savigny-sur-Orge et Viry-Châtillon.
Le 19 septembre 1967, le décret no 67-792 fixait à la date du 1er janvier 1968 l’entrée en vigueur de la loi du 10 juillet 1964, prévoyant effectivement la création du nouveau département. Ainsi, le département de l’Essonne fut officiellement créé le 1er janvier 1968, les élus du nouveau conseil général désignés lors des élections de 1967 entraient en fonction à cette date. Il fallut cependant attendre 1969 pour l’entrée en fonction du préfet Michel Aurillac. Le 21 novembre 1969 un décret détacha les communes de Châteaufort et Toussus-le-Noble qui sont rattachées au département voisin des Yvelines. Le 30 septembre 1974, un décret actait la fusion des communes d’Angerville et Dommerville, cette dernière quitte alors le département d’Eure-et-Loir pour intégrer l’Essonne. Le 25 novembre 1975 intervient un redécoupage administratif, le décret no 75-1116 portant le nombre de cantons à trente-cinq en ajoutant les cantons de Chilly-Mazarin, Draveil, Gif-sur-Yvette, Morsang-sur-Orge, Saint-Germain-lès-Corbeil, Saint-Michel-sur-Orge, Vigneux-sur-Seine, Villebon-sur-Yvette et Yerres et en supprimant le canton de Juvisy-sur-Orge. Le 17 février 1977, le préfet de l’Essonne Paul Cousserand signait l’arrêté portant création d’une nouvelle commune, Les Ulis. Le 23 janvier 1985, un nouveau décret no 85-83 modifiait encore les limites administratives en portant le nombre de cantons du département à quarante-deux par l’ajout des cantons de Corbeil-Essonnes-Est, Épinay-sous-Sénart, Évry-Nord, Grigny, Juvisy-sur-Orge, Massy-Est et Les Ulis.
En parallèle de cette mise en place administrative, les autorités religieuses décidèrent de suivre le mouvement en créant le 9 octobre 1966, à partir du vaste diocèse de Versailles, le nouveau diocèse de Corbeil-Essonnes. La collégiale Saint-Spire de Corbeil-Essonnes fut alors élevée au rang de cathédrale, avant l’édification à partir de 1991 de la nouvelle cathédrale de la Résurrection à Évry, conformément au changement de nom intervenu en 1988.

### Développement de l’Essonne

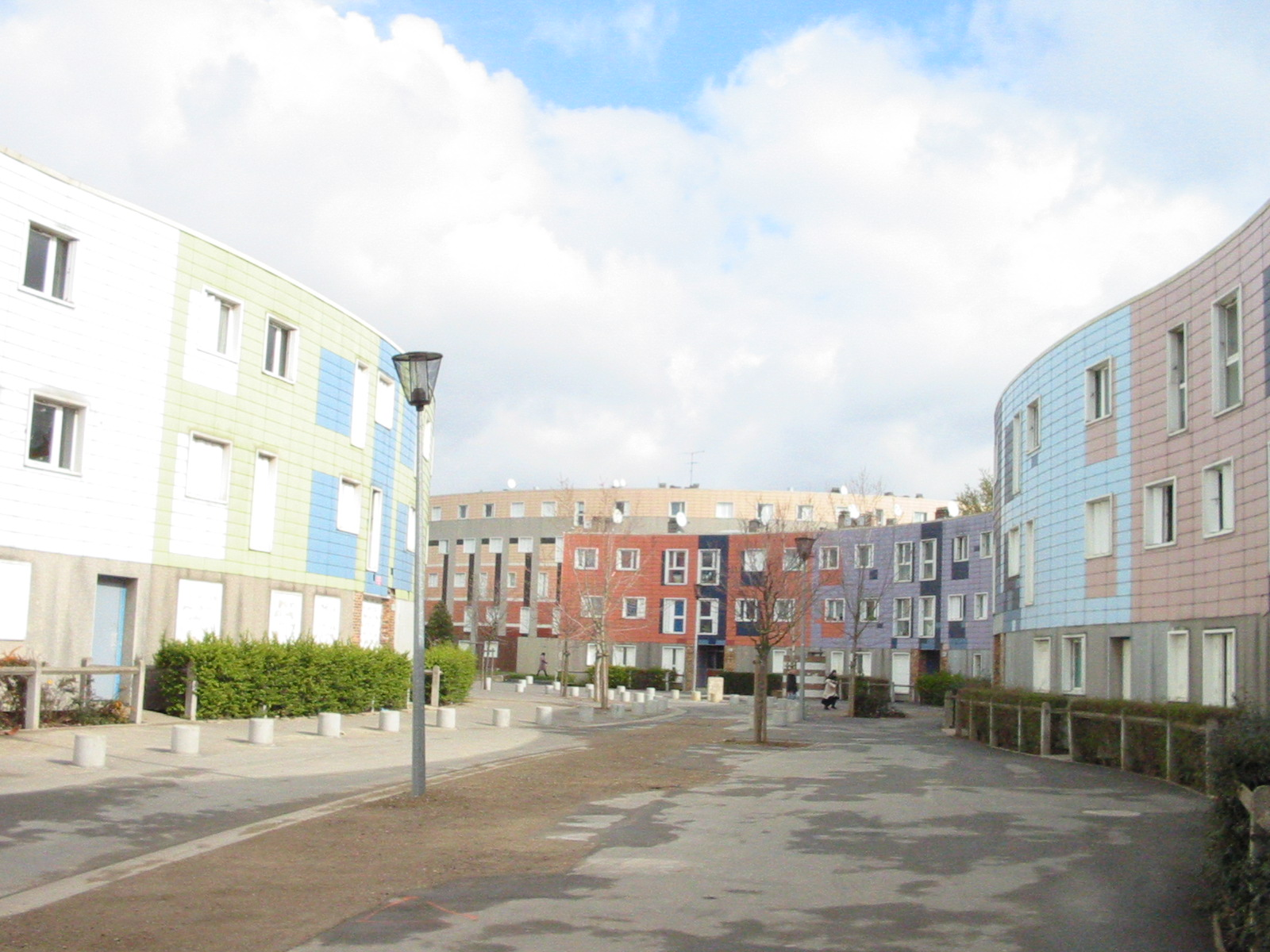
La Grande Borne à Grigny, symbole de l’urbanisation moderne du département.

Depuis la création du département, sa morphologie s’est considérablement modifiée, créant deux paysages radicalement différents entre le Nord urbanisé et le Sud rural du territoire. L’explosion démographique entraînant une forte demande de logements, a entraîné comme ailleurs dans la région de grands travaux et la construction de grands ensembles, certains villages devenant en dix ans des grandes villes. Cas typique, Grigny qui ne comptait que 1 700 habitants en 1962 en comptait plus de 25 000 en 1975, en grande partie logés dans la nouvelle cité d’habitat social de La Grande Borne. Le chef-lieu du département, Évry connu la même évolution sur une période plus longue, passant de 5 000 habitants en 1962 à plus de 50 000 en 2006. Cette dernière fut, en même temps que se forgeait le nouveau territoire, intégrée dès 1965 au grand programme de Paul Delouvrier qui ambitionnait d’y construire une ville nouvelle, menant à la création en 1969 de l’établissement public d’aménagement de la ville d’Évry. Cette ville nouvelle dépassait largement les limites de la petite commune d’Évry-Petit-Bourg puisqu’elle englobait aussi Bondoufle, Courcouronnes et Lisses avec l’objectif d’accroître le pôle urbain que constituait déjà Corbeil-Essonnes, où s’était élevée la vaste cité des Tarterêts. De fait, presque toutes les villes moyennes, quasiment chaque chef-lieu de canton ou leurs périphéries, virent leurs territoires lotis, par des barres d’immeubles, des tours ou des pavillons individuels. Palaiseau, Étampes, Massy, Longjumeau, Sainte-Geneviève-des-Bois, Vigneux-sur-Seine, Épinay-sous-Sénart, Athis-Mons, Saint-Michel-sur-Orge, Brétigny-sur-Orge devinrent des villes de banlieue typiques. Autre exemple de cette course à la construction, Les Ulis, commune créée en 1977 sur les champs de blé du plateau de Courtabœuf et qui atteint plus de 28 000 habitants en 1982.
Cette nouvelle concentration de résidents fut concomitante du développement de la société de consommation qui se manifesta avec l’ouverture en 1963 du premier hypermarché de France sous l’enseigne Carrefour à Sainte-Geneviève-des-Bois, puis la création des centres commerciaux, Ulis 2 en 1973, Évry 2 en 1975, La Croix-Blanche dans les années 1980, Villebon 2 en 1988, Villabé A6 en 1992. Les besoins en transports en commun entraînèrent la création entre 1962 et 1979 du réseau express régional d'Île-de-France avec l’ouverture dans le département de la ligne B en 1977, la ligne C en 1979 et la ligne D en 1987, le percement de nouvelles voies rapides, dont l’autoroute A6 ouverte en 1960 depuis Paris jusqu’au Coudray-Montceaux, l’autoroute A10 ouverte progressivement entre 1960 et 1973 depuis Wissous et la route nationale 104 aménagée dans les années 1980. L’aéroport de Paris-Orly, dont l’aérogare Sud fut inaugurée en 1961 marquait l’avènement de la modernité, mais il fut cependant vite à l’étroit, à cause de l’urbanisation rapide de ses abords, entraînant dès 1968 la première décision d’instaurer un couvre-feu de 23h00 à 6h00.

De façon concomitante, de nombreuses institutions et entreprises s’implantèrent dans le département. La création en 1960 du parc d'activités de Courtabœuf permit l’arrivée d’entreprises de renom comme Hewlett-Packard qui y ouvrit son centre de recherche européen en 1968, imitée en 1983 par Microsoft. Sur le plateau de Saclay voisin, l’implantation en 1975 de l’école supérieure d'électricité et en 1976 de l’école polytechnique renforçait l’importance prise par le secteur depuis l’ouverture en 1971 de l’université Paris-Sud 11 à Orsay et complétait le commissariat à l'énergie atomique ouvert en 1952. L’est du département suivit plus tard le même développement, porté par la ville nouvelle, avec l’implantation en 1972 du centre national d'études spatiales, en 1979 de l’école Télécom SudParis (ex-Télécom INT) & Télécom École de Management (ex-INT Management), en 1980 du groupement Arianespace, l’ouverture en 1991 de l’université d'Évry-Val d'Essonne et en 1998 la création du Génopole. En 2006, l’inauguration à Saint-Aubin du Synchrotron soleil marquait la poursuite du programme de développement économique et scientifique du département.
Des équipements structurants de niveau départemental furent bientôt développés, le théâtre de l’Agora d’Évry ouvert en 1975, la base de plein air et de loisirs d'Étampes en 1977, l’opéra de Massy en 1993, Le Grand Dôme en 1994 à l’occasion des jeux de la francophonie. La décision de créer en 2006 l’opération d'intérêt national de Massy Palaiseau Saclay Versailles Saint-Quentin-en-Yvelines, couvrant presque un quart du nord-ouest du département sur vingt-sept communes relance aujourd’hui les perspectives de développement économique et d’aménagement du territoire. En 2009, la réorganisation des services de l'État entraîna la suppression de la sous-préfecture de Corbeil-Essonnes.

## Sources
1. ↑  Cf. François Naudet, avec la collab. de Stéphane Ardouin, Alain Bénard et François Besse, L'Essonne, Paris, Académie des Inscriptions et Belles-Lettres, 2004 (Carte archéologique de la Gaule : pré-inventaire archéologique, 91)  (ISBN 2-87754-086-3).
2. ↑  Fac-similé de la loi n°64-707 du 10 juillet 1964 sur le site legifrance.gouv.fr Consulte l 22/08/2009.
3. ↑  Fac-similé du décret n°65-142 du 25 février 1964 sur le site legifrance.gouv.fr Consulté le 22/08/2009.
4. ↑  Fac-similé du décret n°66-339 du 2 juin 1966 sur le site legifrance.gouv.fr Consulté le 22/08/2009.
5. ↑  Fac-similé du décret n°66-340 du 2 juin 2966 sur le site legifrance.gouv.fr Consulté le 22/08/2009.
6. ↑  Fac-similé du décret n°67-589 du 20 juillet 1967 sur le site legifrance.gouv.fr Consulté le 22/08/2009.
7. ↑  Fac-similé du décret n°67-792 du 19 septembre 2967 sur le site legifrance.gouv.fr Consulté le 20/08/2009.
8. ↑  Fac-similé du décret n°75-1116 du 25 novembre 1975 sur le site legifrance.gouv.fr Consulté le 22/08/2009.
9. ↑  Fac-similé du décret n°85-83 du 23 janvier 1985 sur le site legifrance.gouv.fr Consulté le 22/08/2009.
10. ↑  Rapport sur l'administration générale et territoriale de l'État par Gilles Carrez sur le site de l'Assemblée nationale. Consulté le 11/05/2010.